# 利岑 (勃兰登堡州)
利岑（德語：Lietzen）是德国勃兰登堡州的市镇，隶属于梅尔基施-奥得兰县，总面积为29.26平方千米，截至2020年总人口为670人。